# Tatranská Lesná

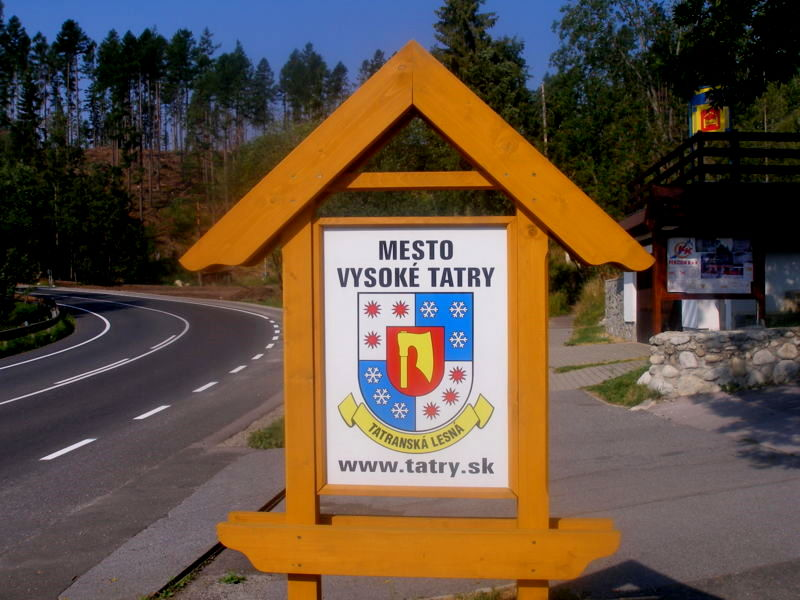
Znak osady Tatranská Lesná.

Tatranská Lesná je osada na Slovensku a jedno z katastrálních území města Vysoké Tatry.

## Dějiny
Základem osady, která se vyvinula nad Cestou svobody v katastru obce Stará Lesná, byl hotel Carpathia. V 1. patře měl původně 10 dvoulůžkových a 18 jednolůžkových pokojů, v 2. patře dvě společné turistické noclehárny, které po vzájemné dohodě s majitelem obsazovala místní skupina Turistického spolku Přátel přírody z Matejovců. Hotel na pravém břehu Studeného potoka dal postavit hostinský z Matejovců Armin Eichner. Stavební práce provedl stavitel Július Marcsán z Popradu, zařízení dodala firma J. Hartmann a synové z Kežmarku, a nábytek truhlář Pataky z Popradu-Velké. Slavnostní otevření hotelu Carpathia za široké účasti veřejnosti se uskutečnilo 15. prosince 1928. Po znárodnění byl hotel přeměněn na odborářskou zotavovnu Karpatia, která od počátku 90. let je jako hotel opět k dispozici i volnému cestovnímu ruchu.
Západně od hotelu Carpathia byla jako třetí budova vznikající osady v roce 1931 postavena ozdravovna Detský raj, jejímž majitelem byl lázeňský lékař v Tatranské Lomnici MUDr. Ladislav Jurecký. Vznikla jako reprezentační trianglová stavba, první svého druhu v Tatrách. Vyčnívající průčelí jednotlivých pokojů měla tvar trojúhelníku s okny na jihovýchod a jihozápad, takže sluneční světlo dopadalo dovnitř pokojů v průběhu celého dne. Dvoupatrová budova dlouhá 80 metrů měla v přízemí jídelnu a společenské místnosti a na dvou patrech pokoje pro dětské pacienty. Detský raj dosud patří dětem jako mezinárodní škola v přírodě. Až po jeho postavení dostalo seskupení budov západně od Studeného potoka oficiální pojmenování Tatranská Lesná.
Asi dvě stě metrů západně od rozestavěného Dětského ráje převzal MUDr. Ladislav Jurecký i nedokončený Rothův penzion a po stavebních úpravách tu začátkem roku 1931 otevřel penzion Sanitas (zdraví). Stojí na vyvýšenině nad Cestou svobody. Původně měl 14 pokojů a pod odborným vedením majitele zde byl dětský chirurgický ústav pro léčení hltanu, nosních a ušních chorob. Po roce 1939 se majitelem penzionu stal Eduard Alexy a po konfiskaci v roce 1946 změnili penzion na odborářskou zotavovnu, od počátku 50. let pod názvem Úderník, patřící odborářské rekreační ústředně Zdravá generace. V roce 1990 zotavovnu přejmenovali Marína, podle lyrické básně Andreje Sládkoviče. Po privatizaci od roku 1996 je jako penzion Echo k dispozici volnému cestovnímu ruchu.
Níže od penzionu Sanitas, bezprostředně nad Cestou svobody, vznikl v roce 1934 objekt pro rodinnou rekreaci, jehož majitelem byl Jan Kozák. Penzion nazval Erika, podle jména své dcery. V objektu bylo 10 pokojů a v přízemí velká restaurace. Po znárodnění zde v roce 1950 zřídili odborářskou zotavovnu Bratislava, která zakrátko dostala nové pojmenování Jánošík. Po restituci vnuk původního majitele penzion v roce 1996 opět zpřístupnil veřejnosti a v roce 2002 ho zvětšil o stavbu dalšího patra. 
V roce 1935 postavil popradský zubní lékař MUDr. Artur Fornousek v lesním porostu na vyvýšenině nad Cestou svobody jako nejzápadnější budovu Tatranské Lesné penzion Bohemia. Jeho 16 pokojů bylo určených na dlouhodobou rodinnou rekreaci. Pěkný dvoupatrový objekt na kamenném základě po znárodnění v roce 1950 převzalo Revoluční odborové hnutí a zřídilo v něm zotavovnu Detvan, nazvanou podle básně A. Sládkoviče. Na průčelí budovy, stejně tak jako na dvou sousedních budovách, byly v 50. letech v nadživotní velikosti znázorněni nositelé jejich nových jmen. Po roce 1990 bývalou zotavovnu Detvan v restituci vrátili tehdy již 102letému původnímu majiteli, ale budova od té doby stojí nevyužitá.

## Doprava
V Tatranské Lesné je zastávka TEŽ. Vlaky jezdí směrem na Starý Smokovec nebo do Tatranské Lomnice. V osadě je také autobusová zastávka.

### Externí odkazy

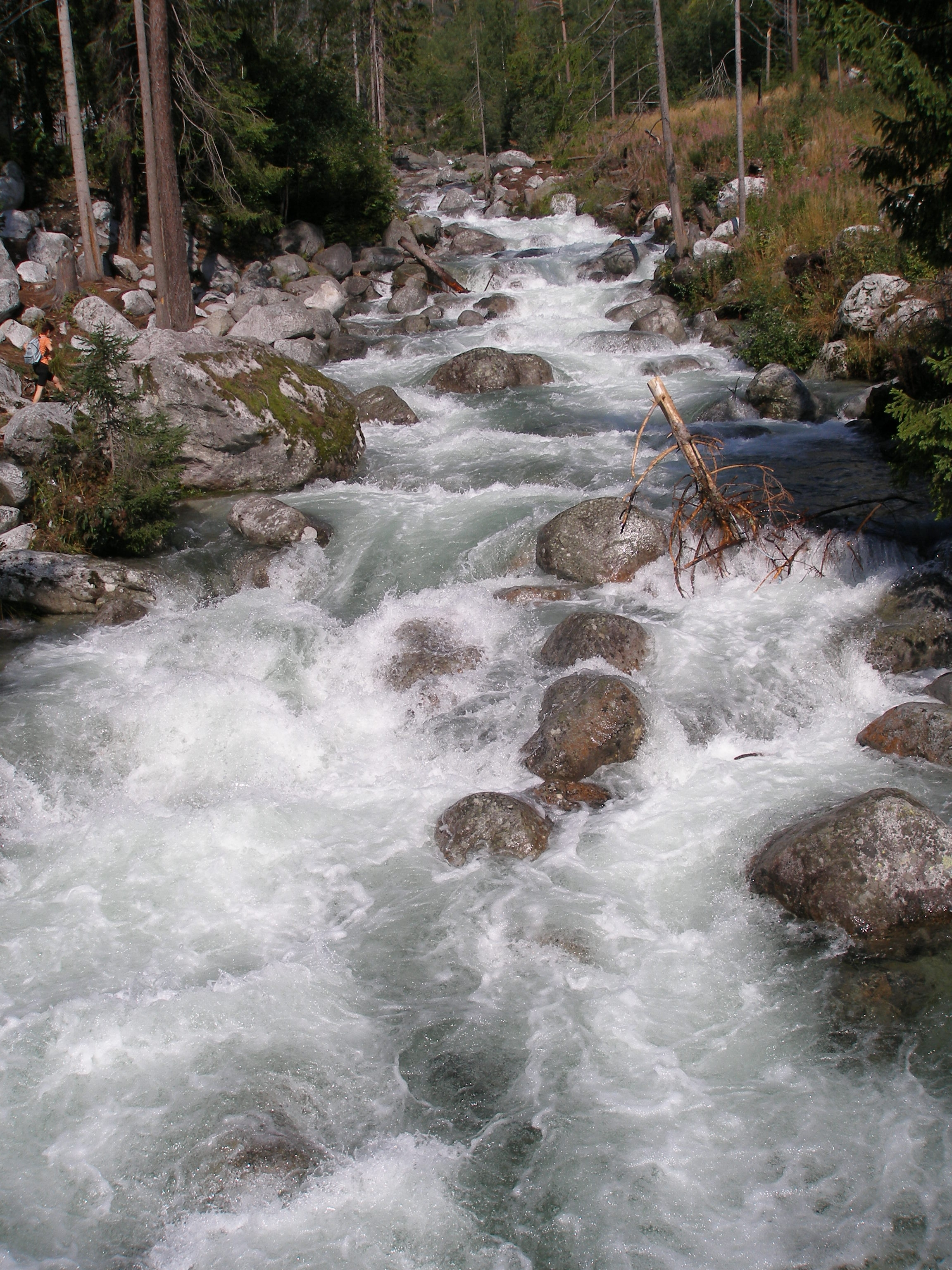
Studený potok
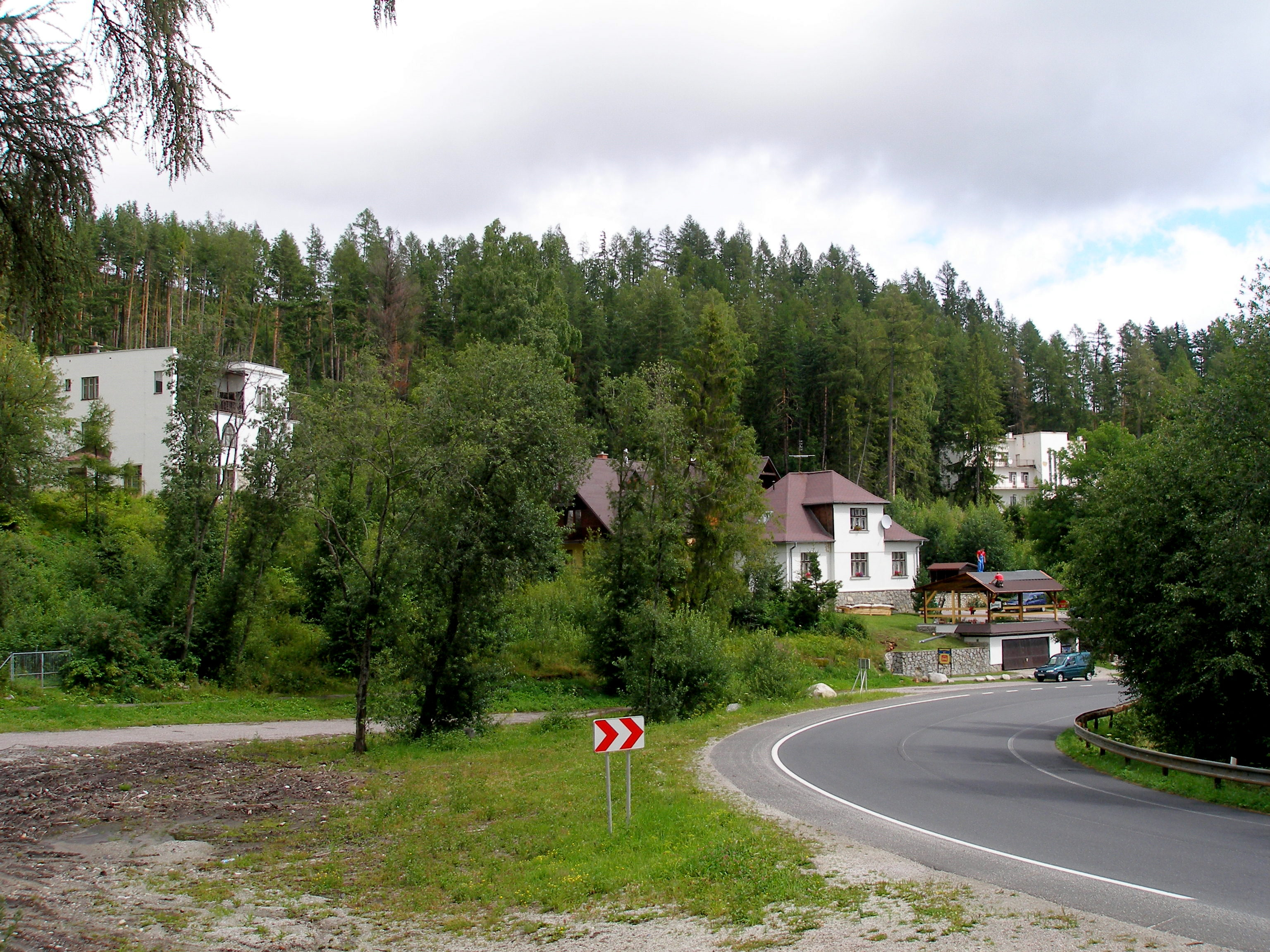
Cesta od Starého Smokovce přivádí návštěvníka do Tatranské Lesné
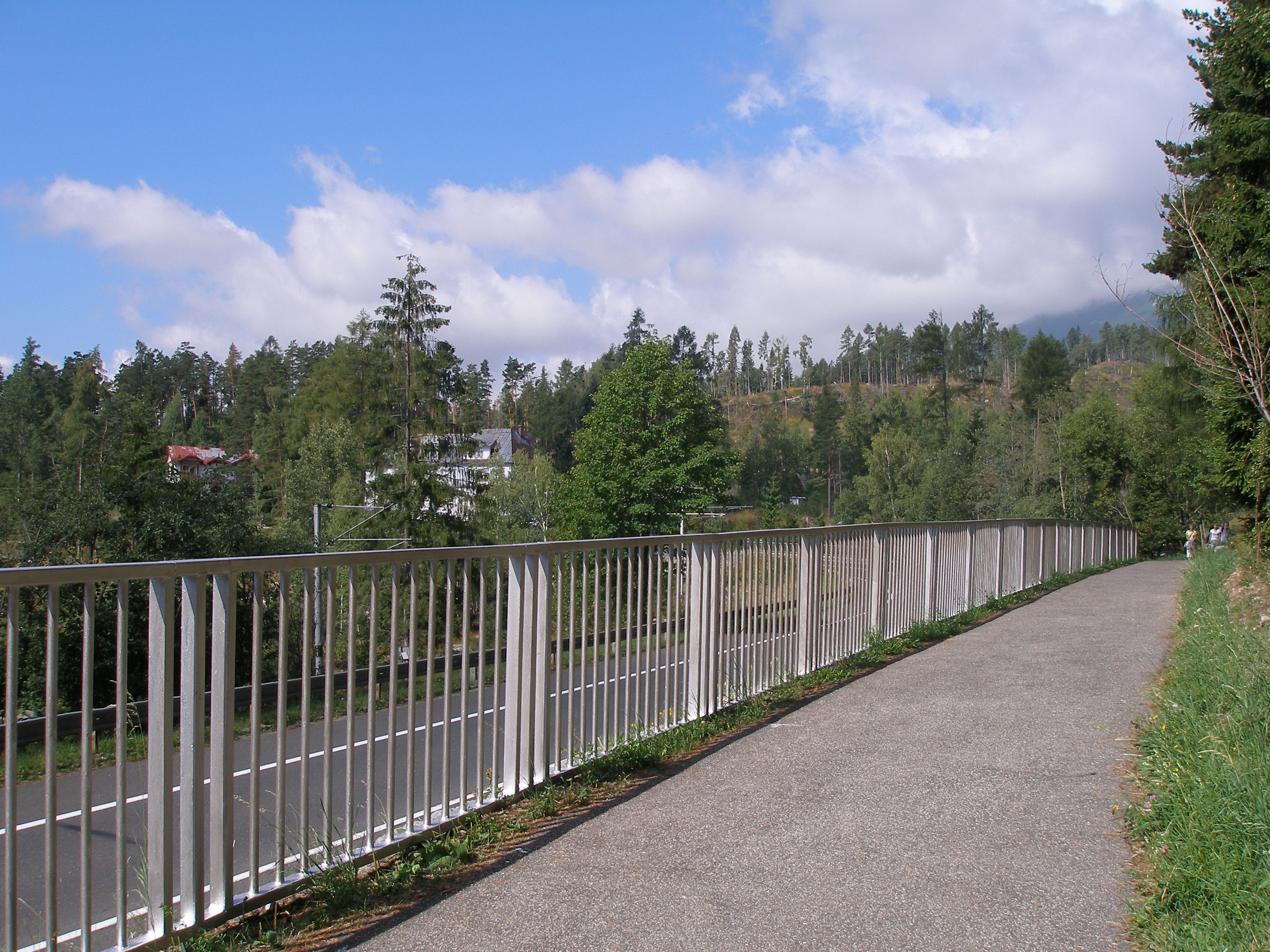
Příchod do Tatranské Lesné od T. Lomnice, v pozadí je penzión Karpatia
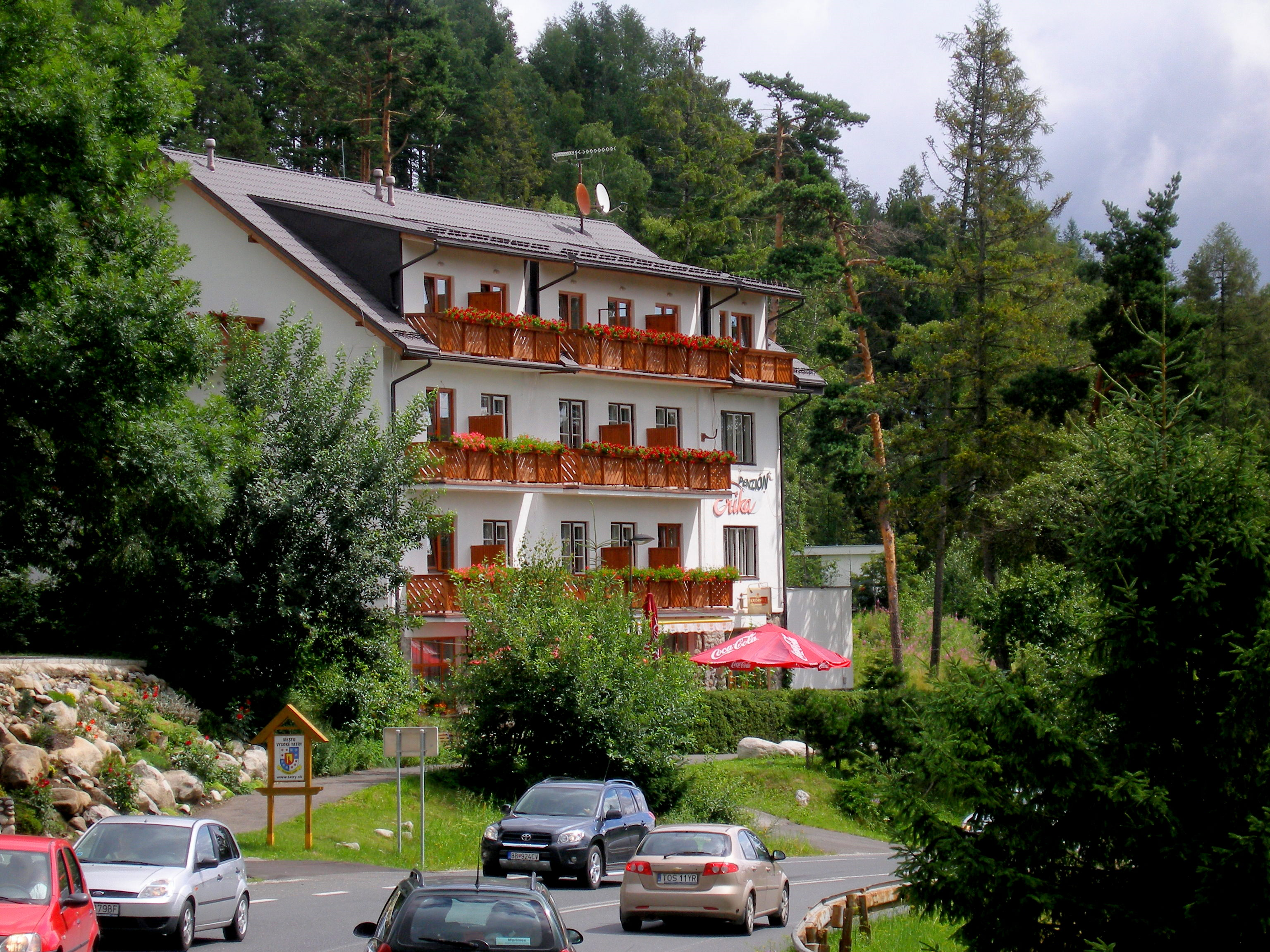
Renovovaný penzión v Tatranské Lesné